# Mistrzostwa Świata w Szermierce 1952
Mistrzostwa Świata w Szermierce 1952 – 22. edycja mistrzostw odbyła się w duńskim mieście Kopenhaga. Zawody były rozgrywane tylko w konkurencji floret kobiet drużynowo, której nie było na Igrzyskach Olimpijskich w Helsinkach.

## Klasyfikacja medalowa
| Lp. | Państwo | złoto | srebro | brąz | Razem |
| --- | ------- | ----- | ------ | ---- | ----- |
| 1   | Węgry   | 1     | -      | -    | 1     |
| 2   | Francja | -     | 1      | -    | 1     |
| 3   | Włochy  | -     | -      | 1    | 1     |

### Kobiety
| Złoto                                                                   | Srebro | Brąz                                                                                        |
| Floret                                                                  | |                                                                                             |
| Węgry · Ilona Elek · Margit Elek · Magdolna Nyári-Kovács · Magda Zsabka | Francja · Kate Bernheim · Odette Drand · Renée Garilhe · Françoise Gouny · Lylian Guyonneau · Françoise Mailliard | Włochy · Irene Camber · Alberta Lorenzoni · Velleda Cesari · Silvia Strukel · Jenny Zanelli |